# Affaire des rockers satanistes de Casablanca
L'affaire des satanistes rockers  de Casablanca défraya la chronique judiciaire marocaine en 2003. Elle est relatée dans le film d'Ahmed Boulane, Les Anges de Satan, sorti en 2007.

## 2003
En février 2003, 14 musiciens adeptes de hard rock sont arrêtés. Ils sont accusés de « satanisme », d' « actes pouvant ébranler la foi des musulmans », de « mépris de la religion musulmane », de « détention d'objets contraires aux bonnes mœurs ».

## Justice
Lors d'un procès où la société marocaine conservatrice de l'après Hassan II  condamne les goûts musicaux des jeunes, alors qu'auparavant, au plus fort des années de plomb, les gens étaient condamnés pour leurs idées politiques.
Le procureur dénonce lors de son réquisitoire : « la propagande des rites satanistes perpétrés par les services secrets israéliens pour déstabiliser les pays musulmans ».
Le journaliste José Garçon du journal français Libération écrit que c'est dans la : « justice, considérée comme l'un des bastions de l'islamo-conservatisme, et dans l'apparition d'un ordre moral généré par l'islamisme rampant, qu'il faut rechercher les raisons de l'offensive. Pour nombre d'intellectuels et de journaux marocains, tout se passe en effet comme si justice et services de sécurité surfaient sur le puritanisme et le conservatisme ambiants pour «dénigrer tout ce qui vient de l'étranger et d'ici, sous prétexte que cela véhicule des idées contraires à la religion musulmane». Et pour caresser dans le sens du poil les mouvements islamistes supposés hostiles aux modes et aux musiques «importées» d'Occident. Une situation que résume un internaute marocain : «Nous vivons une montée d'intégrisme préventif qui consiste à poursuivre et à condamner avant les intégristes tout ce que ces derniers pourraient utiliser pour mener bataille.» ».

## Sources
- Karim Boukhari, « 10 mois après leur calvaire, les «rockers sataniques» racontent », La Vie éco, 5 décembre 2003 (consulté le 11 novembre 2010)